# Maria das Neves von Braganza

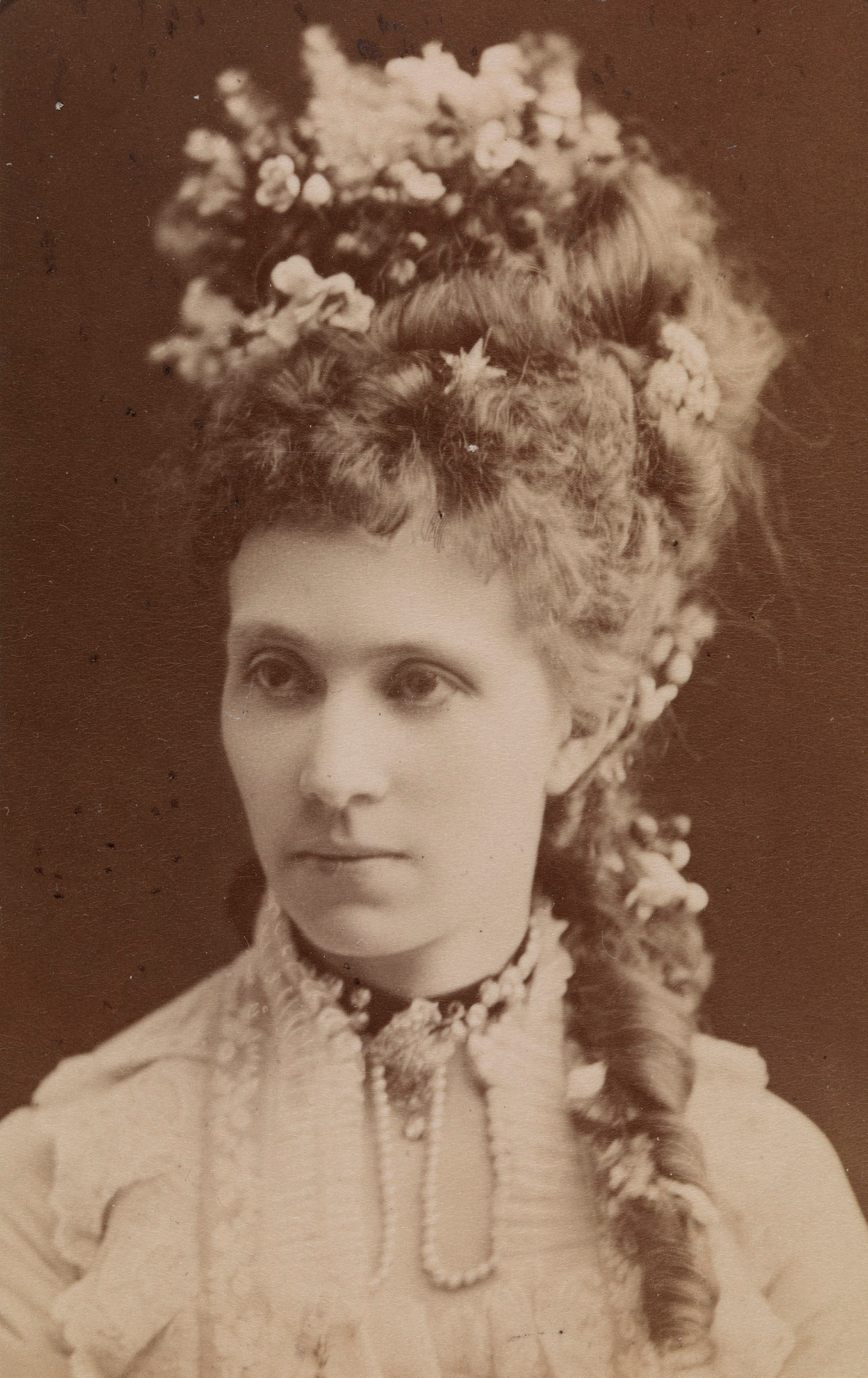
Maria das Neves von Portugal

Maria das Neves de Bragança (portugiesisch Dona Maria das Neves Isabel Eulália Carlota Adelaide Micaela Gabriela Rafaela Gonzaga de Paula e de Assis Inês Sofia Romana de Bragança; * 5. August 1852 in Kleinheubach; † 15. Februar 1941 in Wien) war eine Infantin von Portugal.

## Leben
Maria das Neves war die Tochter des abgesetzten Königs von Portugal Michael I. und der Prinzessin Adelheid von Löwenstein-Wertheim-Rosenberg.
Sie ehelichte am 26. April 1871 Alfonso Carlos de Borbón, Herzog von San Jaime, den letzten Thronerben der carlistischen Linie der spanischen Bourbonen. Dieser war Sohn von Juan de Borbón y Bragança, Graf von Montizon und der Erzherzogin Maria Beatrix von Österreich-Este.
Maria starb am 15. Februar 1941 mit 88 Jahren in Österreich. Sie wurde in Attnang-Puchheim beerdigt.